# پولگار
پولگار (به اسپانیایی: Pulgar) یک شهرستان در اسپانیا است که در استان تولدو واقع شده‌است.

## خصوصیات
پولگار ۳۸ کیلومترمربع مساحت و ۱٬۶۸۱ نفر جمعیت دارد.